# Lucien Louis Daniel
Lucien Louis Daniel (1856-1940) fue un botánico francés. Fue profesor de botánica aplicada en la Universidad de Rennes 1. Es autor de una especie de planta de la familia de las rosáceas : Pirocydonia winkleri L.L.Daniel ex Bois,, un híbrido artificial asexual. (Revue Horticole.. Paris 1914, ns xiv. 27)
Nacido en Bigottière en La Dorée el 1 de enero de 1856, él viene de una familia de agricultores. Alumno en la Escuela Normal Laval, se convirtió en un maestro y luego pasa a una licenciatura antes de conocer a Gaston Bonnier. Defendió su tesis en 1890. Como profesor de secundaria de Rennes, se convirtió en profesor de botánica en la Facultad de Ciencias en 1901.
Fue el fundador de la Sociedad Botánica Bretona y varias revistas científicas. Él creó mediante el injerto de varias especies nuevas de plantas: una col rizada , las diferentes variedades de frijoles ...
Discípulo de Iván Vladímirovich Michurin, informó, a lo largo de su carrera, de una serie de casos positivos, de transmisión hereditaria, las variaciones relacionadas con injertos, en las que se utilizan las características morfológicas o comportamiento fisiológicos y la composición química.
Lleva a cabo la transmisión, especialmente sexual. Cita el caso de nabo injertado en las semillas de coles que dieron tubérculos de pequeñas nabos y el tamaño de la col con sabor.
En la década de 1900 llevó a cabo investigaciones en su jardín de Erquy.
En 1903 el ministro de Agricultura designó a Daniel para estudiar el efecto del injerto en el viñedo francés. Su trabajo se enfrentan a la oposición de los "americanistas" para el que el injerto de las vides francesas sobre plantas americanas es la única solución para renovar las viñas después de la filoxera. El 25 de julio de 1908, Daniel fue relevado de su misión, probablemente debido a la controversia que luego se hizo eco en el Times  de Londres.
En noviembre de 1906 plantó en los jardines de la Facultad de Artes de Rennes una nueva variedad híbrida de alta resistencia a las enfermedades, 'Baco n.º 1'. En 1919 Louis Daniel luego plantó un pequeño viñedo de 'Baco' en Bouillant, cerca de Vern-sur-Seiche.
Se retiró alrededor de 1926. Corresponsal electo de la Academia de Ciencias de Francia, 10 de marzo de 1930 (Sección de Botánica).
Lucien Daniel está enterrado Erquy .

## Algunas publicaciones
- (1902) La Théorie des Capacités Fonctionnelles et ses Conséquences en Agriculture
  [The Theory of the Functional Capacities in Agriculture and Its Consequences]

- (1904) Premières Notes sur la Reconstitution du Vignoble Français par le Greffage
  [First Notes on the Restoration of French Vineyards by Grafting]

- (1908) La Question phylloxérique: Le Greffage Et la Crise Viticole
  [The Phylloxera Question: Grafting and the Wine Crisis] (see: Great French Wine Blight)

- (c. 1911) L'Hérédité chez le Haricot Vivace  [Heredity in the Perennial Bean]

- (1925) Nouvelles Observations sur les Hybrides de Greffe et l'Hérédité chez les Plantes Greffées
  [New Observations on the Grafted Hybrids and Inheritance in Grafted Plants]

- (1929) La Culture de la Vigne en Bretagne: Son Histoire, son État Actuel et son Avenir
  [Culture of the Vine in Britain: Its History, Current State and Future]

- (1940) Les Mystères de L'hérédité Symbiotique. Points Névralgiques Scientifiques. Pensées, Théories Et Faits Biologiques
  [The Mysteries of Symbiotic Heredity. Scientific hotspots. Thoughts, Theories and Facts Organic]
- La abreviatura «L.L.Daniel» se emplea para indicar a Lucien Louis Daniel como autoridad en la descripción y clasificación científica de los vegetales.[4]